# Episodi di Wanted (serie televisiva australiana) (terza stagione)
La terza e ultima stagione della serie televisiva Wanted, composta da 6 episodi, è stata trasmessa sul canale australiano Seven Network dal 15 al 29 ottobre 2018.
In Italia, la stagione è stata interamente pubblicata il 13 dicembre 2018 su Netflix.
| nº | Titolo originale | Titolo italiano      | Prima TV Australia | Pubblicazione Italia |
| -- | ---------------- | -------------------- | ------------------ | -------------------- |
| 1  | Lock Up          | Dietro le sbarre     | 15 ottobre 2018    | 13 dicembre 2018     |
| 2  | Drive            | Sulla strada         | 15 ottobre 2018    | 13 dicembre 2018     |
| 3  | Snakeskin        | Pelle di serpente    | 22 ottobre 2018    | 13 dicembre 2018     |
| 4  | Stuck            | Ostacoli da superare | 22 ottobre 2018    | 13 dicembre 2018     |
| 5  | Divide           | Partenze             | 29 ottobre 2018    | 13 dicembre 2018     |
| 6  | Outlaws          | Fuorilegge           | 29 ottobre 2018    | 13 dicembre 2018     |

## Dietro le sbarre
- Titolo originale: Lock Up
- Diretto da: Peter Templeman
- Scritto da: David Hannam

### Trama
Lola e Chelsea sono in carcere con una lunga lista di accuse e i media a dipingerle come colpevoli in combutta con Morrison. Dopo essere stata aggredita da un gruppo di detenute che hanno tentato di soffocarla con un sacchetto, esattamente come morì suo padre, Lola invoca protezione che però le verrà concessa soltanto se indicherà dove è seppellito il cadavere di Morrison. Lola nota che Chelsea manifesta possibili disturbi associati al morbo di Huntington, la stessa patologia che afflisse sua madre. Con la complicità di Susan Carpenter, una detenuta a cui ha promesso aiuto una volta che sarà uscita, Lola ottiene per sé stessa e Chelsea di essere inserite nel programma protezione testimoni, anche se finiranno in due posti diversi. Lola assume l'identità della giardiniera Stella, mentre Chelsea diventa l'operatrice di call center Debbie.
Maxine Middleton, la detective incaricata del suo caso, comunica a Lola che Susan Carpenter avrà il massimo della pena per averla aggredita. Determinata a onorare il debito con la donna, Lola si mette sulle tracce di sua figlia Sophie, finendo però per esporsi troppo e compromettere la copertura. I fastidi di Chelsea aumentano, rendendo urgente consultare un medico. Nel frattempo, la polizia ha ritrovato l'auto di Morrison, con il rischio di poter arrivare al corpo e incolpare Lola e Chelsea del delitto. Lola si precipita a casa del padre, appropriandosi della macchina della donna delle pulizie, ma quando la sua agente di sorveglianza Diana vuole sapere dove è stata, la ragazza afferma di essere andata a sostenere un esame per scoprire se ha contratto il morbo di Huntington. Convinta da questa storia, Diana mostra empatia verso Chelsea e dice di volerla accompagnare a conoscere il responso.
Leon, l'agente di sorveglianza di Lola, chiede di essere riassegnato dopo averla baciata, sentendo di aver contravvenuto al normale rapporto con la propria vigilata. Chelsea riceve la temuta notizia di essere affetta anche lei dal morbo di Huntington, venendo invitata a vivere in un ambiente privo di stress. Tornata a casa dopo l'ennesima discussione con il suo datore di lavoro, abituato a maltrattare le donne che lavorano nella sua cooperativa, Lola trova Leon ucciso e fugge prima di fare la stessa fine. Tramite un telefono usa e getta, Lola riesce a contattare Chelsea per invitarla ad andarsene perché non sono più al sicuro. Le due donne si ritrovano nel bosco, felice di rivedersi e pronte a ricominciare la loro fuga. Il piano è semplice, recuperare i soldi e fuggire dall'Australia. Chelsea però sembra non avere intenzione di dire a Lola della sua malattia.

## Sulla strada
- Titolo originale: Drive
- Diretto da: Peter Templeman
- Scritto da: Michaeley O'Brien

### Trama
La polizia accorre a casa di Leon. Maxine non è convinta che il delitto sia opera di Lola e cerca inutilmente di ottenere la collaborazione di Donna. Prima di andarsene, Maxine installa di nascosto e senza autorizzazione un gps sotto la macchina di Donna. Siccome aveva previsto che i poliziotti si sarebbero subito indirizzati verso la sorella, Lola devia il percorso, anche perché la sua priorità resta ritrovare Sophie. Lola e Chelsea raggiungono il bar di Lance, l'uomo che avrebbe rapito la ragazzina. Qui gli impediscono di violentare Elsa, una sua barista, con la quale fuggono. Elsa riferisce di aver probabilmente visto Sophie in un gruppo di ragazze che qualche settimana prima Lance aveva portato al bar, per poi spedirle a nord in qualche giro di prostituzione. Anche Elsa è interessata a ritrovare le ragazze, poiché tra loro c'è la sua amica Lucie. Alla domanda di Lola, Chelsea nega di essersi fatta controllare da un medico.
Mentre sono accampate nel bosco, Chelsea confida a Lola di non riuscire a dimenticare il momento in cui ha ucciso Morrison in Nuova Zelanda. Anche Lola ultimamente ha strani pensieri, ricordando le violenze subite dalla madre quando era piccola. L'arrivo di Lance costringe le tre donne a nascondersi, sentendolo parlare al telefono con un uomo che lo sta aspettando in quello che probabilmente è il posto in cui sono tenute sotto sequestro le ragazze. Il mattino seguente, dopo aver congedato Elsa, Chelsea e Lola sentono la temuta notizia che il cadavere di Morrison è stato rinvenuto da un gruppo di escursionisti. Maxine ha intuito che la chiave per scoprire i piani di fuga di Lola è Susan, da cui però non trapela alcuna confessione. Susan contatta Lola per promettere che, se riuscirà a trovare Sophie, troverà il modo di farle espatriare.
Chelsea e Lola arrivano al motel in cui Lance e i suoi sgherri tengono segregate le ragazze. Camuffate da donne delle pulizie, si introducono dentro la camera di una di loro, senza sapere che il cliente è un poliziotto. Arrestate, Chelsea e Lola forniscono alle autorità i passaporti delle prostitute che avevano recuperato al bar di Lance. Purtroppo per loro, il poliziotto che le ha arrestate si chiama Warren ed è corrotto proprio da Lance, al quale restituisce i passaporti prima che vengano repertati. Dietro le sbarre Lola si dice disposta a confessare l'omicidio di Morrison, affinché lascino stare Lola, la quale da par suo è convinta che le verrà addossato il delitto di Leon. Karl Brady, il collega di Maxine, arriva a recuperare le detenute e stordisce Warren, dirigendosi poi nella cella in cui sono rinchiuse Chelsea e Lola per prelevarle.

## Pelle di serpente
- Titolo originale: Snakeskin
- Diretto da: Peter Templeman
- Scritto da: Elizabeth Coleman

### Trama
Karl vuole sapere da Lola dove si trovano i soldi di Morrison, minacciando di sparare a Chelsea se non glielo dirà. L'auto è travolta da Lance che tenta di recuperare i passaporti, dando modo a Chelsea e Lola di fuggire, intimando loro di non farsi più vedere in giro. Nel frattempo, Maxine arriva alla stazione di polizia in cui Warren ha appena ripreso i sensi, rimproverandolo di aver dato credito a Karl quando invece era lei l'agente incaricata di prelevare le due fuggitive. Maxine incrocia Karl, minacciandolo di stare lontano dalle donne perché ha intuito le sue mire sui soldi di Morrison, anche se costui sembra conoscere qualcosa sul passato della collega che rende poco credibile il suo avvertimento. Le telecamere del motel hanno registrato targa e modello dell'auto su cui stanno viaggiando Chelsea e Lola, costringendole ad abbandonarla e proseguire a piedi.
Chelsea e Lola arrivano a una fattoria che sembra abbandonata, ma in cui vivono due cugini con problemi mentali che le rinchiudono nello sgabuzzino. Quando la polizia perlustra la zona dopo aver ritrovato la macchina, Lola sceglie di giocare la carta dell'onestà per ottenere dalla proprietaria della fattoria un passaggio verso l'aliscafo del sindaco. Maxine sta mettendo insieme i pezzi sulla loro fuga, individuando il collegamento di Sophie che le lega a Susan, chiedendo l'intervento della guardia costiera per fermare la loro traversata. Karl costringe il cugino della proprietaria della fattoria a farsi dire dove si trovano le fuggitive. Chelsea ascolta Lola parlare male di lei alla loro compagnia di viaggio, anche se non sente il resto del discorso in cui la definisce in gamba e che senza di lei non sarebbe mai arrivata dove è adesso.
Quando Maxine arriva all'aliscafo, Chelsea e Lola sono fuggite su una barchetta e, raggiunta l'altra sponda, si impossessano di una macchina. Nello stesso momento sopraggiunge Karl che ordina loro di condurlo ai soldi di Morrison. Lola sembra volerlo accontentare, ma mentre l'uomo sta salendo sul sedile posteriore, accelera e lo lascia a terra. Maxine vuole che Susan collabori alla cattura di Chelsea e Lola in cambio di uno sconto di pena. Intanto, le due fuggitive trovano Lance che sta caricando qualcosa su dei furgoni. A bordo di uno di essi Lola trova alcune delle prostitute che stanno prestando soccorso a una ragazza sofferente, venendo raggiunta da Chelsea che ha distratto Lance, suonando il clacson. Lo stesso Lance chiude lo sportello del furgone, mettendosi alla guida con Chelsea e Lola al suo interno.

## Ostacoli da superare
- Titolo originale: Stuck
- Diretto da: Jocelyn Moorhouse
- Scritto da: David Hannam

### Trama
Il furgone raggiunge la propria destinazione e le ragazze scendono, senza rivelare la presenza di Chelsea e Lola a bordo. Le fuggitive dormono sul mezzo, dove Lola si accorge che Chelsea ha dei forti tremori alla mano. Susan è uscita di prigione e il suo telefono è sotto intercettazione, in modo da poter individuare Lola quando le comunicherà il ritrovamento di Sophie. Quando fa giorno, Chelsea riesce a uscire dal furgone e chiedere alle ragazze di prenderle le chiavi. Mentre attende l'amica sul furgone, Lola torna a pensare alle torture psicologiche paterne che lei e la sorella Donna hanno vissuto da bambine. Chelsea arriva a liberare Lola, esultando perché dice di aver trovato Sophie. Costei si fa chiamare Whip, è fidanzata con Lance e assieme a lui gestisce il traffico della prostituzione. Naturalmente, Sophie non ha la minima intenzione di lasciare questo mondo e tornare dalla madre.
Dopo aver colpito Lance con un flessibile, Lola e Chelsea salgono a bordo del furgone e fuggono via, lasciando Sophie a sparare inutilmente con il fucile. Maxine pedina Donna che si sta dirigendo al luogo in cui dovrà incontrare Lola. Chelsea vorrebbe tornare indietro a recuperare Sophie, ma Lola la ritiene una pessima idea e le promette che segnaleranno alla polizia dove si trova il campo delle prostitute. La fuga di Chelsea e Lola sembra finita quando un poliziotto le riconosce, ma questi è ucciso da Karl che pretende di sapere dove sono i soldi. Lola dice che si trovano in un armadietto del Queensland, ma Karl non le crede e minaccia di spararle, così Chelsea rivela che li ha presi Donna e stava giusto per consegnarli all'appuntamento. Maxine si precipita a salvare le fuggitive dalle grinfie di Karl, il quale la deride perché si è sempre voltata dall'altra parte.
Appurato che gli ha raccontato la verità, Karl ordina a Lola di variare il posto dell'appuntamento con Donna, fissandolo nel bel mezzo del nulla. Donna lascia la borsa dei soldi e Karl vuole che Lola la apra, apprestandosi a ucciderla perché ha ottenuto ciò che voleva. Proprio in quel momento l'accorrente Maxine spara a Karl, ma Lola non si fida di lei perché la considera corrotta come tutti gli altri poliziotti e fugge con Chelsea e Donna. Maxine si accorge che Karl sta estraendo una seconda pistola e gli spara nuovamente. Donna si era accorta che qualcosa non andava, così ha scambiato le borse e adesso i soldi li hanno loro, mentre a Karl è rimasto solo un mucchio di vestiti. Donna comunica il decesso del collega. Gary, un amico di Donna, accetta di farle volare a bordo del suo biplano. Maxine le raggiunge quando il velivolo è ormai partito.

## Partenze
- Titolo originale: Divide
- Diretto da: Jocelyn Moorhouse
- Scritto da: Leon Ford

### Trama
Chelsea e Lola non sono salite sul biplano, così da depistare la polizia, proseguendo la loro fuga prima a piedi e poi su un pickup che ben presto esaurisce la benzina. Prima di essere arrestata, Donna chiede a Lola di fare visita alla madre ricoverata in una casa di riposo, ma non è sua intenzione andarci. Chelsea le dà dell'egoista perché, oltre alla madre, sta ignorando anche quelle prostitute a cui avevano promesso aiuto. Le due trovano riparo dentro un fienile, braccate da un elicottero della polizia, dove trovano tre ragazzini che le conoscono come le famose fuggitive. Susan sostituisce di nascosto la sim del cellulare, in modo che quando telefonerà Lola non potrà essere intercettata. Maxine non intende mollare la presa, anche se dovrebbe rientrare al quartier generale per chiarire le modalità della morte di Karl. Lola telefona a Susan per comunicarle quanto scoperto su Sophie, chiedendole di sdebitarsi aiutando le prostitute.
Il mattino seguente Chelsea e Lola raggiungono la casa di Alistair, un amico d'infanzia della Bubbage che le fu molto vicino quando la madre si ammalò. Durante la cena Lola nota che Chelsea e Alistair sono molto intimi, sentendosi dire che è stata lei a condurla sulla strada della perdizione. L'umore di Lola peggiora quando si accorge che Alistair è un viticoltore e di cognome fa Poussin. L'effetto dell'alcol conduce Lola e Alistair a fare l'amore, rendendola libera come mai si è sentita durante la lunga fuga. I ricordi di Lola diventano sempre più nitidi, evidenziando come la madre la chiudesse nell'armadio quando si comportava male. Ulteriormente incattivita, Lola vuole separarsi da Chelsea perché reputa che stia prendendo il tutto come un gioco, quasi come volesse morire. Anche Chelsea dice delle cose spiacevoli a Lola, inducendola ad andarsene. Susan ammanetta il suo sorvegliante al letto e scappa dal motel.
L'abbandono da parte di Lola manda in agitazione Chelsea, costringendola a confessare ad Alistair la malattia. Lola fa visita alla madre Peg, chiedendole se le abbia mai voluto bene, anche se l'anziana donna non è più in grado di riconoscerla. Maxine viene rimossa dal caso e deve consegnare al collega Amish pistola e distintivo. Lola torna a casa di Alistair e si rappacifica con Chelsea, ringraziandola perché vedere la madre è stato il primo passo della sua rinascita personale ed è riuscita a farlo soltanto grazie a lei. Mentre sta preparando la valigia, Maxine si imbatte in una brochure sulla vigna Poussin, ricordandosi che è lo stesso cognome usato da Chelsea per la sua finta identità di Bridget. Susan si presenta da Sophie che la informa della valigia piena di soldi di cui Chelsea e Lola sono in possesso. Susan si allea con Lance e la figlia, minacciando Lola di uccidere le prostitute se non le consegnerà il denaro.

## Fuorilegge
- Titolo originale: Outlaws
- Diretto da: Jocelyn Moorhouse
- Scritto da: Michaeley O'Brien

### Trama
Chelsea decide di seguire Lola, con Alistair che presta loro la sua macchina. Lola immobilizza Sophie e Chelsea spara involontariamente una fucilata alla ragazza, colpendola sul piede. Susan assicura a Maxine che attirerà le fuggitive nella sua trappola, anche perché altrimenti tornerà in carcere. Lola rinegozia l'accordo con Susan, offrendole sua figlia in cambio delle ragazze. Sottrattasi alla custodia di Maxine, Susan si reca all'appuntamento con Lola, la quale si accorge della presenza di Maxine nel parcheggio e la ammanetta al volante. Sophie riesce a liberarsi e tenta di sottrarre il fucile a Chelsea che la colpisce con un piatto, ma non riesce a impedirne la fuga. Maxine, nel frattempo riuscita a smanettarsi, si fa dare da Amish le coordinate della macchina su cui stanno viaggiando Lola e Susan. Chelsea informa Lola della fuga di Sophie, sperando che Susan non lo venga a sapere per non perdere il loro vantaggio negoziale.
Susan riceve la telefonata di Sophie che la informa di essere libera. Lola riesce a buttare fuori Susan dalla macchina e scappa a piedi, inseguita da Maxine. Chelsea sopraggiunge a recuperare Lola, scegliendo proprio questo momento per rivelarle del morbo di Huntington e chiederle, qualora la malattia volga al peggio, di aiutarla a morire se sarà necessario. Inoltre, una volta che la loro avventura sarà terminata, Chelsea vorrebbe trascorrere del tempo con Lola su una spiaggia. Susan chiude le prostitute in un container, anche se significa condannarle a morte quasi certa, imponendo a Lance di restituirle sua figlia, unico modo per liberare le ragazze. Una delle ragazze ha con sé il telefono e riesce a contattare Lola, anche se non è in grado di indicarle con precisione in quale container si trovano. Fortunatamente le due donne riescono a sentirle e le liberano.
Lola e Chelsea non hanno nemmeno il tempo di festeggiare, dovendo scappare nuovamente da Maxine.  A un certo punto tutte e tre le donne si devono arrendono alla stanchezza. Maxine ammette di essere stata una poliziotta corrotta in passato, un errore con cui deve convivere, prendendosi il merito della loro cattura. Chelsea si giustifica con il grande caos che si è creato dal primo incontro con Lola alla fermata dell'autobus, non avendo chiesto nessuna delle peripezie che hanno incrociato nel loro cammino. Maxine telefona alla centrale, ma finge di non averle trovate per concedere loro l'ultima fuga verso l'agognata libertà. Le prostitute identificano Lance, Sophie e Susan come loro aguzzini, consentendo alla polizia di arrestarli. Maxine rassegna le dimissioni, mentre il suo superiore resta ostinatamente convinto di poter catturare le due fuggitive. Chelsea e Lola proseguono la loro avventura a bordo di un camper verso una spiaggia.